# Ovišrags
Ovišrags (wym. [uo͡viʃraks]; dosłownie przylądek Oviš) – przylądek na Łotwie znajdujący się około 22 km na północ od ujścia rzeki Windawy.
Przylądek stanowi umowną granicę pomiędzy głównym akwenem Morza Bałtyckiego, a Cieśniną Irbe. Na odcinku 5 km wybrzeże tworzy kąt 60°–65°, przechodząc z północnego północnego wschodu w północny wschód.
W bezpośrednim pobliżu znajduje się miejscowość Oviši oraz najstarsza łotewska latarnia morska Oviši z 1814 roku. Około 20 km od przylądka w głąb morza w 1985 roku wybudowano latarnię morską Irbe.